# 帕迪 (堪薩斯州)
帕迪（英語：Pardee）是位於美國堪薩斯州艾奇遜縣的一個鬼鎮。

## 歷史
帕迪的郵政局於1858年設立，直到1903年結束營運。